# ZAZ (canal de televisão)
ZAZ era um canal de televisão pago originalmente do México, especializado em programação para crianças e jovens. Sua programação incluiu séries animadas, séries live-action, filmes de família e animes. Foi propriedade da MVS Comunicaciones, sediada na Cidade do México. As transmissões começaram em outubro de 1991 no México e em 1996 no resto da América Latina. O canal encerrou suas transmissões em 31 de julho de 2012, sem uma substituição oficial, de modo que seu lugar foi ocupado por outros sinais, de acordo com o provedor.